# 루퐁이네
루퐁이네는 대한민국의 샌드박스 소속의 유튜브 채널이다.

## 강아지 정보

### 루디
생년월일 : 2015년 3월 10일
성별 : 암컷

### 퐁키
생년월일 : 2015년 5월 28일
성별 : 암컷

## 특징
이름은 루디, 퐁키이다. 종은 2마리이며 모두 봄태생, 포메라니안이다. 항상 풍성한 풀콧 미용을 하는 루디와 곰돌이컷을 하는 퐁키는 아주 귀여운 이미지를 가지고 있다. 루디는 닭발, 발레리나라 개인기가 있다. 또한 퐁키는 짖을 때 소리가 옭옭 짖어서 옭옭쟁이로 불린다.
강아지와의 일상, 산책, 캠핑, 먹방, 브이로그 등 여러 가지 영상들을 꾸준히 올리고 있다. 부채널은 Rudy&Pongki 루퐁이네이다. 구독자들이 "루디와 퐁키는 나이가 같은데 왜 퐁키가 훨씬 작은가요?"라는 질문을 하는데 그 이유는 건강한 루디에 비해 퐁키가 어렸을 때 희귀병 때문에 성장을 제대로 못했다.

## 같이 보기
- 유튜브
- 유튜버
- 샌드박스 네트워크
- 강아지
- 포메라니안